# André Delpuech
Pour les articles homonymes, voir Delpuech.
André Delpuech est conservateur général du patrimoine français, chercheur au Centre Alexandre-Koyré (EHESS, CNRS et MNHN). Il a été directeur du musée de l'Homme d'avril 2017 à janvier 2022, après avoir été responsable des collections des Amériques au Musée du Quai Branly de sa création en 2005 à 2017.

## Biographie
André Delpuech a étudié l’archéologie et la préhistoire à l'université Paris I Panthéon-Sorbonne puis à l'université Bordeaux-I. Après être devenu spécialiste de la Préhistoire européenne, il intervient dans l'archéologie préventive, et commence sa carrière professionnelle en 1983 en tant que chargé d’études à l'Association pour les fouilles archéologiques nationales (Afan). Au sein de la Direction des antiquités d’Auvergne, en 1983, il est chargé d’étude pour la carte archéologique nationale puis à partir de 1984, en tant qu’archéologue, il participe aux fouilles de sauvetage sur l’autoroute A71 (Clermont-Ferrand - Bourges). En 1988, il est promu coordinateur, responsable des opérations d'archéologie préventive sur le tracé de l’autoroute A5 (Melun - Troyes). Il intègre alors le Ministère de la culture et de la communication et de 1989 à 1992, il est ingénieur d'étude au Bureau de l'archéologie préventive et de sauvetage, à la Sous-direction de l'archéologie de la Direction générale des Patrimoines.
Il se spécialise ensuite dans l'archéologie des Caraïbes. En 1992, nommé conservateur régional de l'archéologie à la Direction régionale des Affaires culturelles de la Guadeloupe, il a créé le service régional de l'archéologie. De 1992 à 1999, il a initié plusieurs programmes de recherches archéologiques, sur les périodes précolombiennes et l'époque coloniale. C'est à ce titre qu'il a collaboré au programme international de fouilles archéologiques mené en collaboration avec l'université de Leyde dans l'archipel guadeloupéen, co-dirigeant des fouilles sur les sites précolombiens de Morel (le Moule), Anse à la Gourde (Saint-François) et autour des roches gravées de Trois-Rivières. Il œuvre alors à une véritable éclosion scientifique de l'archéologie historique dans cette région, « discipline encore balbutiante dans les départements français d’Amérique ». En 2000, il exerce pendant deux ans les fonctions de chercheur à l’unité mixte de recherche 8096 Archéologie des Amériques (Paris I - CNRS) à la Maison de l'archéologie et de l'ethnologie à Nanterre.
De 2002 à 2004, il a été chef du bureau de la recherche archéologique à la Sous-direction de l’archéologie (ministère de la Culture). De 2005 à 2011, il a été également vice-président de l’International Association for Caribbean Archaeology (IACA-AIAC). De 2009 à 2018, il a été président de la sous-commission Amériques de la commission pour les recherches archéologiques françaises à l'étranger du ministère des Affaires étrangères.
De 2005, année de la création du musée, jusqu'en 2017, il est conservateur en chef responsable des collections des Amériques au Musée du Quai Branly.
En avril 2017, il est nommé directeur du musée de l'Homme, au sein du Muséum national d'Histoire naturelle.
Dans le cadre de cette nouvelle fonction et dans le paysage muséal français, il considère que les musées dits de société, d'ethnographie, d'anthropologie ou de civilisation sont avant tout « des lieux pour penser l'humanité ». C'est dans cet esprit que pour l'anniversaire des 80 ans du Musée de l'Homme, le 20 juin 2018,  en partenariat avec les universités Sorbonne-Nouvelle Paris III et Toulouse-Jean-Jaurès, il a organisé un colloque international intitulé « Des lieux pour penser - Musées, bibliothèques, théâtres ». Dans un article du Journal des arts de septembre 2018, précisément intitulé « Les musées, des lieux pour penser l'humanité », résumant le renouveau de ces musées depuis le début du XXIe siècle, il repense et interroge ce que peut être un musée de l'humanité dans notre monde contemporain, au-delà de l'ancien terme d'« ethnographie [...] en voie de disparition » : « Par définition, un musée de société ne doit-il pas s'adapter au temps dans lequel il s'inscrit ? », notamment à travers les grandes questions et enjeux contemporains autour de l'écologie, l'environnement, le devenir de l'homme « sur et avec la planète » et lié aux nouvelles technologies (« quête d'un Homme amélioré », intelligence artificielle, etc.) ; mais en même temps, face à un contexte de réaffirmations identitaires ou résurgences xénophobes, il entend bien maintenir et réaffirmer l'héritage particulier du Musée de l'Homme, « le message d'antan de l'unité de l'espèce humaine ». Selon lui, ce musée est donc à la fois un « musée-laboratoire » (intimement lié au monde de la recherche) et un musée militant.
En janvier 2022, il quitte la direction du Musée de l'Homme et devient chercheur au Centre Alexandre-Koyré (Histoire des sciences et des techniques), laboratoire associant le CNRS, l’EHESS et le Muséum national d'Histoire naturelle.
Ces investigations portent notamment sur les sociétés amérindiennes des aires caribéennes et amazoniennes, sur l'histoire de la colonisation des Amériques et de l'esclavage transatlantique, mais aussi sur les cabinets de curiosités et l'histoire des musées d'anthropologie et de société.
Il est membre, depuis 2020, du Comité scientifique de la Fondation pour la mémoire de l'esclavage ; et membre du Comité scientifique du Mémorial ACTe, « Centre caribéen d'expressions et de mémoire de la Traite et de l'Esclavage » à Pointe-à-Pitre en Guadeloupe.
Depuis 2022, il co-dirige le séminaire « Musées engagés et publics participatifs » avec l'École du Louvre et l'Université du Québec à Montréal, le séminaire « Musées, savoirs et sociétés » à l'EHESS et au Muséum national d'Histoire naturelle, le séminaire « Grands mythes de l'archéologie et de l'anthropologie » avec le Musée du quai Branly - Jacques Chirac et l'Université de CY Cergy Paris Université.
En 2024, il a été le commissaire de l'exposition « Taïnos et Kalinagos des Antilles », au Musée du Quai Branly (du 4 juin au 13 octobre 2024).

## Décoration
- Officier de l'ordre des Arts et des Lettres (2011)

## Ouvrages et articles
- Benoît Feron, Odyssée africaine, préface, Graulhet, Éditions Odyssée, 2024.
- (es) André Delpuech, « Indicios de una arqueologia haitiana en el Santo Domingo francés del siglo XVIII », VIII Congreso de Arqueologia y Antropologia Bernardo Vega, Boletin 50, Museo del Hombre dominicano, Año L, num.50, 2024, p.157-168.
- André Delpuech, « En attendant les Barbares : archéologie, ethnologie et anthropologie au musée », in Catherine Louboutin et Anne Lehoerff (dir.), Archéologie en musée et identités nationales en Europe (1848-1914), . Coll. Saint-Germain-en-Laye: musée d’Archéologie nationale; Leiden : Sidestone Press, 2024 (Rencontres du MAN, 1), 2024, p. 437-460. DOI:10.59641/n20332qz
- André Delpuech, « Qui sommes-nous ? D’où venons-nous ? Où allons-nous ? Regards sur le “nouveau” musée de l’Homme », La Lettre de l’OCIM, juin-août 2023, n°206, p.8-17.
- André Delpuech, Stéphen Rostain, et al., « La statue amazonienne, du Brésil à Paris. Épilogue pour une comédie archéologique »,. Gradhiva [En ligne], n° 35, I, 2023, mis en ligne le 22 février 2023, consulté le 23 février 2023. URL: http://journals.openedition.org/gradhiva:7121
- André Delpuech, « Présences Kalinago en Guadeloupe aux XIXe et XXe siècles. Contribution à l’histoire des Amérindiens des Petites Antilles à l’époque contemporaine », Bulletin de la Société d’Histoire de la Guadeloupe, n°194, janvier-avril 2023, p.1-20.
- André Delpuech, « Des civilisés et des barbares: musées de soi, musée des autres », in Anthropologie et archéologie : musées, collections, archives [en ligne], Paris, Éditions du Comité des travaux historiques et scientifiques, 2023 (généré le 17 janvier 2023). Disponible sur Internet: <http://books.openedition.org/cths/16478>
- André Delpuech, « Gouvernance, novlangue et bien-pensance dans les musées. Au secours Jacques Hainard ! Reviens », in F. Mairesse et F. Van Geert (dir.), Jacques Hainard. La muséologie entre rupture et transmission, Paris, L’Harmattan, coll. « Muséologies », 2022, p.151-157.
- (en) André Delpuech et C. Benoit, « Producing, Collecting and Exhibiting Bizango Sculptures from Haiti : Transatlantic Vodou on the International Art Scene », African Arts, Los Angeles, University of California, Winter 2018, vol. 51, no 4, p. 8-19.
- André Delpuech, Christine Laurière et Carine Peltier-Caroff, Les Années folles de l’ethnographie. Trocadéro 28-37, Paris, Muséum national d'Histoire naturelle, 2017, 1008 p.  (ISBN 978-2-85653-807-4).
- « "Il est des situations acquises dont il faut bien s’accommoder". À propos de frontières dans les musées français », Les Nouvelles de l’Archéologie. Musées d’archéologie au début du XXIe siècle, no 147, mars 2017, p. 61-72.
- « Histoires de capes et d’espées. Objets tupinamba entre Brésil et France », Exogénèses. Objets frontières dans l’art en Europe depuis le XVIe siècle, Actes du colloque de Bordeaux, 19 et 20 novembre 2015, Paris, Éditions du Boccard, 2017, p. 39-55.
- « Un marché de l’art précolombien en plein questionnement », Les Nouvelles de l’Archéologie, no 144, juin 2016, p. 43-50.
- André Delpuech et Benoît Roux, « À la recherche de la culture matérielle des “Caraïbes insulaires”. Collections amazoniennes et antillaises d’Ancien Régime en France », in B. Grunberg (éd.), À la recherche du Caraïbe perdu. Les populations amérindiennes des Petites Antilles de l’époque précolombienne à la période coloniale, Paris, L’Harmattan, 2015, p. 319-344.
- André Delpuech & Jean-Paul Jacob (dir.), Archéologie de l'esclavage colonial, La Découverte, INRAP, Paris, 2014, 408 p. (OCLC 881614672)  (ISBN 9782707178961).
- André Delpuech, Myriam Marrache-Gouraud et Benoît Roux, « Valses d’objets et présence des Amériques dans les collections françaises : des premiers cabinets de curiosités aux musées contemporains », in Dominique Moncond'Huy (dir.), La licorne et le bézoard. Une histoire des cabinets de curiosités, Poitiers, Gourcuff, Gradenigo, 2013, p. 270-283.
- « Archéologie amérindienne en Guadeloupe : autour de la création d’un service d’archéologie dans un département d’outre-mer », Les Nouvelles de l’Archéologie, juillet 2007, no 108-109, Dossier spécial « Archéologie des départements français d’Amérique », Éditions de la Maison des Sciences de l’Homme, Éditions Errance, p. 10-19.
- « Migrations amérindiennes dans l’archipel caribéen », in Archéopages, Archéologie & Société, 2007, no 18, p. 38-43.
- « Lieux et mémoires d’archipel : réflexions sur le patrimoine archéologique de la Caraïbe », in Unesco : Archéologie de la Caraïbe et convention du patrimoine mondial, Unesco World Heritage Centre, 2005, p. 146-149. (World Heritage Papers no 14).
- « Les “anthropolithes” de la Guadeloupe. Aux origines de l’archéologie antillaise », in Congrès international d’études des civilisations précolombiennes des Petites Antilles (20 ; 2003 ; Santo-Domingo). Santo-Domingo : Museo del Hombre Dominicano y Fundación García Arévalo, 2005, vol. 2, p. 443-448.
- (en) André Delpuech, Hofman Corinne L. (dir.), Late ceramic age societies in the Eastern Caribbean, Oxford, Archaeopress, 2004 (Monographs in American Archaeology no 14), 330 p.
- André Delpuech, Jean-Pierre Giraud, Albert Hesse (éd.), Archéologie précolombienne et coloniale des Caraïbes, Actes du 123e Congrès national des sociétés historiques et scientifiques, Antilles-Guyane (1998), Paris, Éditions du Comité des travaux historiques et scientifiques , 2003, 374 p. (OCLC 495413450)  (ISBN 9782735504961).
- Guadeloupe amérindienne, Paris, Éditions du Patrimoine, coll. « Guides archéologiques de la France », 2001, 120 p. (ISBN 978-2-85822-367-1, OCLC 421938138).
- (en) « Historical archaeology in the French West Indies : recent research in Guadeloupe », in Island Lives : Historical Archaeologies of the Caribbean, edited by Paul Farnsworth, Tuscaloosa & London, The University of Alabama Press, 2001, p. 21-59  (ISBN 0-8173-1093-2).